# Pinda concanensis
Pinda concanensis är en flockblommig växtart som först beskrevs av Nicol Alexander Dalzell, och fick sitt nu gällande namn av P.K.Mukh. och Lincoln Constance. Pinda concanensis ingår i släktet Pinda och familjen flockblommiga växter. Inga underarter finns listade i Catalogue of Life.